# Re:Stage!
《Re:Stage!》是波麗佳音和Comptiq推出的日本跨媒體製作作品。由和泉Tsubasu擔任原畫、team yoree.（冨田頼子、加茂靖子、浦畑達彦）負責原作劇本、音樂由波麗佳音製作。內容為中學女生想要成為偶像的故事。2018年7月1日在「Re:Stage! PRISM☆LIVE!!～2ndSTAGE～Ready for Dream」的活動會場中宣布改編為電視動畫。

## 登場角色

### KiRaRe
式宮舞菜（聲：牧野天音）
私立稀星學園高尾校中等部一年級生。
擁有出眾的音感與舞蹈才能。原本是稀星學園本校的學生，但因為在本校感受到了壓力而放棄成為偶像，並轉學到高尾校。
月坂紗由（聲：鬼頭明里）
私立稀星學園高尾校中等部一年級生。擅長寫詩。
小時候曾參加各地的偶像大會，原本想要讀附設藝能科的本校，但遭到家人反對而放棄。
市杵島瑞葉（聲：田澤茉純）
私立稀星學園高尾校中等部三年級生，謠舞社社長。家裡是神社，因此擅長神樂與日本舞。
柊香惠（聲：立花芽惠夢）
私立稀星學園高尾校中等部一年級生。擅長操作各種電子產品。
本城香澄（聲：岩橋由佳）
私立稀星學園高尾校中等部二年級生。喜歡生存遊戲。
長谷川美依（聲：空見雪）
私立稀星學園高尾校中等部三年級生。本名為長谷川實。學生會副會長。

### ortensia
伊津村紫（聲：小澤亞李）
鈴村女子中學一年級生。在輩分上卻是陽花的阿姨，但本人並沒有很在意這一點，跟陽花如同姐妹般要好。
伊津村陽花（聲：花守由美里→嶺內智美→無）
鈴村女子中學二年級生。經常給予紫各種幫助。母親伊津村靜江（聲：岩渕友紀）是紫的姐姐，因此在輩分上是紫的姪女。

### Stellamaris
式宮碧音（聲：高橋未奈美）
私立稀星學園本校中等部三年級生，舞菜的姐姐。對舞菜非常溺愛。
一條瑠夏（聲：諏訪彩花）
私立稀星學園本校中等部三年級生，偶像社的社長。
岬珊瑚（聲：田中愛美）
私立稀星學園本校中等部一年級生。視舞菜和紗由為勁敵，非常崇拜碧音。
水篠環（聲：高橋李依）
高中一年級生。登場於遊戲《Re:Stage! Prism Step》主線劇情的過去篇。比碧音她們大一歲，去年曾是Stellamaris的成員。

### TROIS ANGES
白鳥天葉（聲：日岡夏美）
私立稀星學園本校中等部三年級生。擁有天使般的歌聲。由於從小被當作掌上明珠養大，有著不懂人情世故的一面。
帆風奏（聲：阿部里果）
私立稀星學園本校中等部三年級生，和天葉是青梅竹馬，自詡是TORIS ANGES的參謀。
緋村那岐咲（聲：長妻樹里）
私立稀星學園本校中等部二年級生。稱自己是保護天葉和奏的騎士。

### Tetrarkhia
坂東美久龍（聲：山田奈都美）
中學三年級生。對於自己的名字抱持複雜的情緒。
西館白（聲：佐藤實季）
中學一年級生。喜歡獨處。
南風野朱莉（聲：高柳知葉）
中學三年級生。待人處事皆十分得體。
城北玄刃（聲：西田望見）
中學二年級生。頭腦聰明且分析力強。Tetrarkhia的參謀。

### AsterReve
伊津村紫（聲：小澤亞李）
中學一年級生。比陽花小，是陽花的阿姨。性格開朗直率。ortensia在休假後組成了新團體AsterReve，致力於將水篠苑培養為偶像。
水篠苑（聲：篠原侑）
中學一年級生，與紫同班，是環的妹妹。她是ortensia的粉絲，但由於性格害羞，所以一直在暗中支持她們。為了學習偶像，她以AsterReve成員的身份與紫一起活動。

### TriumTone
旭日向（聲：和泉風花）
中學二年級生。因為憧憬未雨而加入偶像部。個性有點宅。
佐倉未雨
中學三年級生。曾經兩次在稜鏡舞台上敗給Stellamaris，因此感到受挫。
中野凜香
中學一年級生。無所不能的天才，曾被人拿來與「才華洋溢的姊姊」比較。

### Archouchou
空野音音
中學二年級生。個性開朗，被寵壞了。與某個語音機器人有聯繫。
古海知惠
中學二年級生，和「某位小姐」就讀同一所小學，但轉學後才認識她們。
双葉詩穂
中學二年級生，喜歡稀奇古怪的東西，和父母家常客的某個人是師徒關係。

## 音樂作品

### 單曲
| 發行日期       | 標題                   | 主唱                                                | 備註                  | 來源   |
| -------------- | ---------------------- | --------------------------------------------------- | --------------------- | ------ |
| 2016年3月16日  | Startin' My Re:STAGE!! | KiRaRe                                              | KiRaRe 第1張單曲      | [ 5 ]  |
| 2016年8月17日  |                        | KiRaRe                                              | KiRaRe 第2張單曲      | [ 6 ]  |
| 2017年1月18日  |                        | KiRaRe                                              | KiRaRe 第3張單曲      | [ 7 ]  |
| 2017年1月18日  | FlowerS～～            | Ortensia                                            | Ortensia 第1張單曲    | [ 8 ]  |
| 2017年3月15日  | Stage of Star          | Stellamaris                                         | Stellamaris 第1張單曲 | [ 9 ]  |
| 2017年7月19日  | Purple Rays            | Ortensia                                            | Ortensia 第2張單曲    | [ 10 ] |
| 2017年8月18日  | Secret Dream           | Stellamaris                                         | Stellamaris 第2張單曲 | [ 11 ] |
| 2017年9月10日  | Cresc. Heart           | TROIS ANGES                                         | TROIS ANGES 第1張單曲 | [ 12 ] |
| 2017年9月10日  | Fearless Girl          | Tetrarkhia                                          | Tetrarkhia 第1張單曲  | [ 13 ] |
| 2017年12月20日 |                        | KiRaRe                                              | KiRaRe 第4張單曲      | [ 14 ] |
| 2018年6月20日  | ＊Heart Confusion＊    | Ortensia                                            | Ortensia 第3張單曲    | [ 15 ] |
| 2018年6月20日  | Brilliant Wings        | Stellamaris                                         | Stellamaris 第3張單曲 | [ 16 ] |
| 2018年8月22日  | 367Days                | KiRaRe                                              | KiRaRe 第5張單曲      | [ 17 ] |
| 2018年11月21日 | Heroic Spark           | Tetrarkhia                                          | Tetrarkhia 第2張單曲  | [ 18 ] |
| 2018年12月19日 | Lumiere                | TROIS ANGES                                         | TROIS ANGES 第2張單曲 | [ 19 ] |
| 2019年3月27日  |                        | KiRaRe                                              | KiRaRe 第6張單曲      | [ 20 ] |
| 2019年7月24日  |                        | KiRaRe                                              | 電視動畫主題歌CD      | [ 21 ] |
| 2019年8月21日  |                        | 式宮舞菜（聲：牧野天音） 月坂紗由（聲：鬼頭明里）   | 電視動畫個人CD        | [ 22 ] |
| 2019年8月21日  |                        | 柊香惠（聲：立花芽惠夢） 本城香澄（聲：岩橋由佳）   | 電視動畫個人CD        | [ 23 ] |
| 2019年8月21日  |                        | 市杵島瑞葉（聲：田澤茉純） 長谷川美依（聲：空見雪） | 電視動畫個人CD        | [ 24 ] |

### 專輯
| 發行日期       | 標題                                                      | 主唱                                               | 備註                           | 來源   |
| -------------- | --------------------------------------------------------- | -------------------------------------------------- | ------------------------------ | ------ |
| 2017年5月17日  |                                                           | KiRaRe                                             | KiRaRe 第1張專輯               | [ 25 ] |
| 2018年3月7日   | Raise Your Fist                                           | Tetrarkhia                                         | Tetrarkhia 第1張迷你專輯       | [ 26 ] |
| 2018年3月7日   | CAMPANELLA                                                | TROIS ANGES                                        | TROIS ANGES 第1張迷你專輯      | [ 27 ] |
| 2019年1月30日  | Q.E.D.                                                    | Stellamaris                                        | Stellamaris 第1張專輯          | [ 28 ] |
| 2019年2月27日  | Pullulate                                                 | Ortensia                                           | Ortensia 第1張專輯             | [ 29 ] |
| 2019年10月4日  | 「DRe:AMER」KiRaRe盤                                      | KiRaRe                                             | KiRaRe 動畫插入歌迷你專輯      | [ 30 ] |
| 2019年10月4日  | 「DRe:AMER」Ortensia盤                                    | Ortensia                                           | Ortensia 動畫插入歌迷你專輯    | [ 31 ] |
| 2019年10月4日  | 「DRe:AMER」Stellamaris盤                                 | Stellamaris                                        | Stellamaris 動畫插入歌迷你專輯 | [ 32 ] |
| 2019年10月4日  | Re:Stage！Dream Days♪ ORIGINAL SOUNDTRACK／KOHTA YAMAMOTO | KiRaRe（僅主題曲）                                 | 動畫原聲音樂                   | [ 33 ] |
| 2019年11月6日  | Loved One                                                 | TROIS ANGES                                        | TROIS ANGES 動畫迷你專輯       | [ 34 ] |
| 2019年11月6日  | Be the CHANGE.                                            | Tetrarkhia                                         | Tetrarkhia 動畫迷你專輯        | [ 35 ] |
| 2020年12月16日 | Chain of Dream                                            | Stellamaris Ortensia TROIS ANGES Tetrarkhia KiRaRe | Re:Stage! 概念迷你專輯         | [ 36 ] |

## 手機遊戲
作品名稱為《Re:Stage!節奏舞步》（Re:ステージ！プリズムステップ）2017年7月31日在Android系統、8月5日在iOS系統發行，類型為思考型節奏動作遊戲。。2018年1月和《輕鬆百合》進行合作活動，2018年6月和《幸運☆星》進行合作活動。2020年6月和《音擊》進行合作活動。2020年7月和《街角魔族》進行合作活動。2021年4月和《大運動會》進行合作活動。2021年7月和《滿溢的水果塔》進行合作活動。

## 電視動畫
於2019年7月7日至9月29日播出，標題為《Re:Stage! Dream Days♪》（Re:ステージ！ドリームデイズ♪）。全12話。

### 製作人員
- 原作：Re:Stage!
- 監督：片貝慎
- 助監督：鹿谷拓史
- 系列構成：team yoree.（富田賴子、加茂靖子、浦畑達彥）
- 角色原案：和泉Tsubasu
- 角色設計：谷口元浩
- 美術監督：內藤健[41]
- 美術設定：大平司
- 道具設計：大谷道子
- 剪輯：須藤瞳
- 音響監督：龜山俊樹[41]
- 音樂：KOHTA YAMAMOTO[41]
- 音樂製作：波麗佳音
- 動畫製作：夢太公司×Graphinica
- 製作：Re:Stage! Dream Days♪製作委員會

### 主題曲
片頭曲「Don't think,!!」（第2－7話，第9－11話）
作詞：高瀨愛虹，作曲、編曲：伊藤翼，主唱：KiRaRe
片尾曲
「憧れFuture Sign」（第1－7話，第9－11話）
作詞：，作曲、編曲：伊藤翼，主唱：KiRaRe
（第8話）
作詞：高瀨愛虹，作曲、編曲：伊藤翼，主唱：KiRaRe
插入曲
「Brilliant Wings」（第1話）
作詞、作曲、編曲：久保正貴，主唱：Stellamaris
（第1、2話）
作詞：高瀨愛虹，作曲、編曲：伊藤翼，主唱：
「For you! For ！」（第4話）
作詞、作曲、編曲：，主唱：長谷川美依（空見雪）
「CЯY」（第4、9話）
作詞：Soflan Daichi，作曲、編曲：伊藤翼，主唱：市杵島瑞葉（田澤茉純）、長谷川美依（空見雪）
（第5、7話）
作詞：高瀨愛虹，作曲、編曲：伊藤翼，主唱：KiRaRe
「Yes. We Are!!!」（第6、8話）
作詞、作曲、編曲：Hige Driver，主唱：ortensia
「Purple Rays」（第6話）
作詞、作曲、編曲：Hige Driver，主唱：ortensia
「Like the Sun, Like the Moon」（第8話）
作詞、作曲：俊龍，編曲：Sizuk，主唱：Stellamaris
（第9話）
作詞：kyo haneda，作曲、編曲：伊藤翼，主唱：柊香惠（立花芽惠夢）、本城香澄（岩橋由佳）
（第9話）
作詞：Soflan Daichi，作曲、編曲：伊藤翼，主唱：式宮舞菜（牧野天音）、月坂紗由（鬼頭明里）
（第10話）
作詞、作曲、編曲：石川慧，主唱：Tetrarkhia
（第10話）
作詞：高瀨愛虹，作曲、編曲：伊藤翼，主唱：TORIS ANGES
「FlowerS 〜〜」（第11話）
作詞：森由里子，作曲、編曲：瀧澤俊輔，主唱：ortensia
「Secret Dream」（第11話）
作詞：太田彩華、俊龍，作曲：俊龍，編曲：，主唱：Stellamaris
「OvertuRe:」（第11話、第12話）
作詞：Soflan Daichi，作曲、編曲：伊藤翼，主唱：KiRaRe
「367Days」（第12話）
作詞：Soflan Daichi，作曲、編曲：伊藤翼，主唱：KiRaRe

### 各話列表
| 話數 | 日文標題 | 中文標題                         | 劇本              | 分鏡            | 演出               | 作畫監督                                                                  |
| ---- | -------- | -------------------------------- | ----------------- | --------------- | ------------------ | ------------------------------------------------------------------------- |
| #01  |          | 加起來就是謠舞社                 | 浦畑達彥          | 片貝慎          | 鹿谷拓史、小坂春女 | 野田智弘、北條裕之 江口麻里、東美帆                                       |
| #02  |          | 完全就是水蚤                     | 浦畑達彥          | 木宮茂          | 木宮茂             | 萩原省智、櫻井拓郎 金海淑                                                 |
| #03  |          | 我不是說了我沒興趣嗎             | 富田賴子          | 於地紘仁        | 山田晃             | 不適用                                                                    |
| #04  |          | 這下完蛋了咪                     | 加茂靖子          | 名取孝浩        | 上田慎一郎         | 手島典子、藪田裕希                                                        |
| #05  |          | 梅子昆布茶飲隊                   | 浦畑達彥          | 香川豐 片貝慎   | 中村憲由           | 江口麻里、北條裕之 鈴木彩乃、山口保則 東美帆、MOON HEE                    |
| #06  |          | 小紫是我的阿姨                   | 加茂靖子          | 葛谷直行        | 葛谷直行           | 上原史也、辻村步 手島典子、齊藤香織                                       |
| #07  |          | 雖然是學姐但似乎該讓她安靜一下了 | 富田賴子          | 中嶋清人 香川豐 | 中嶋清人           | 牛島希、鞠野黃英                                                          |
| #08  |          | 沒酬勞誰要做                     | 加茂靖子          | 原博            | 名取孝浩           | 野田智弘、原田練氣 江口麻里、北條裕之 鈴木彩乃、東美帆                    |
| #09  |          | 對方的家長就由我來聯絡吧         | 富田賴子          | 葛谷直行        | 上田慎一郎         | 藪田裕希、辻村步 梶浦紳一郎                                               |
| #10  |          | 戰鬥力越來越高了                 | 富田賴子 加茂靖子 | 木宮茂          | 清水明             | 許斌、楊越、Nyki Ikyn                                                     |
| #11  |          | 爛詩就是爛詩                     | 浦畑達彥          | 葛谷直行        | 小野田雄亮         | 辻村步、手島典子                                                          |
| #12  |          | 這就是我們                       | 富田賴子          | 於地紘仁 片貝慎 | 鹿谷拓史 片貝慎    | 野田智弘、鈴木彩乃 江口麻里、東美帆 北條裕之、原田練氣 山口保則、工藤慎也 |

### BD／DVD
| 卷數 | 發售日期       | 收錄話數       | 規格編號   | 規格編號   |
| 卷數 | 發售日期       | 收錄話數       | BD         | DVD        |
| ---- | -------------- | -------------- | ---------- | ---------- |
| 1    | 2019年10月2日  | 第1話－第3話   | PCXG-50691 | PCBG-53311 |
| 2    | 2019年10月23日 | 第4話－第6話   | PCXG-50692 | PCBG-53312 |
| 3    | 2019年11月20日 | 第7話－第9話   | PCXG-50693 | PCBG-53313 |
| 4    | 2019年12月18日 | 第10話－第12話 | PCXG-50694 | PCBG-53314 |

## 外部連結
- 《Re:Stage!》官方網站（页面存档备份，存于）（日語）
- 《Re:Stage!節奏舞步》官方網站（页面存档备份，存于）（日語）
- 《Re:Stage!》電視動畫官方網站（页面存档备份，存于）（日語）
- 《Re:Stage!》官方的X（前Twitter）（日語）